# Josef Stübi
Josef Stübi, né le 26 mars 1961 à Lucerne (originaire de Rothenburg), est un prélat catholique suisse, nommé évêque auxiliaire de Bâle le 20 décembre 2022.

## Biographie
Josef Stübi naît le 21 mars 1961 à Lucerne. Il est originaire de Rothenburg, dans le même canton et grandit à Dietwil, dans le canton d'Argovie.  
Il passe sa maturité à Immensee, et étudie ensuite la philosophie et la théologie à Lucerne et à Munich.  

### Parcours ecclésial
Il occupe un poste de vicaire à Windisch, dans le canton d'Argovie, à partir de 1987. Ordonné prêtre en 1988, il est nommé prêtre de la paroisse St. Martin à Hochdorf (Lucerne) en 1994 puis doyen du doyenné de Hochdorf en 1999. Il est ensuite nommé prêtre de la paroisse de Baden et Ennetbaden dans le canton d'Argovie en 2008.  
Après plusieurs charges en paroisse dans le diocèse de Bâle, il est nommé évêque auxiliaire de ce diocèse le 20 décembre 2022 et évêque titulaire de Lemellefa (de). Son ordination a lieu le 26 février 2023 à la cathédrale de Soleure,, en présence de la quasi-totalité des membres de la conférence des évêques suisses. 

### Prises de position
En mars 2018, il dénonce la levée de l'interdiction d'ouverture des restaurants et des clubs de danse qui était appliquée à Baden les jours fériés de 00 h 15 à 4 heures. 